# Freestyle ai XIX Giochi olimpici invernali
Ai XIX Giochi olimpici invernali del 2002 a Salt Lake City (Stati Uniti), vennero assegnate medaglie in quattro specialità del freestyle. Le gare si disputarono al Deer Valley Mountain Resort.
La pista per le gobbe era lunga 262 m, larga 20 m e con una inclinazione di 28°. Il trampolino dei salti aveva una rincorsa di 70 m, l'altezza della tavola di salto er a di 24 m.

## Gare maschili

### Gobbe
| Posizione | Atleta        | Nazione     | Punti |
| --------- | ------------- | ----------- | ----- |
| 1         | Janne Lahtela | Finlandia   | 27,97 |
| 2         | Travis Mayer  | Stati Uniti | 27,59 |
| 3         | Richard Gay   | Francia     | 26,91 |

### Salti
| Posizione | Atleta          | Nazione     | Punti  |
| --------- | --------------- | ----------- | ------ |
| 1         | Aleš Valenta    | Rep. Ceca   | 257,02 |
| 2         | Joe Pack        | Stati Uniti | 251,64 |
| 3         | Aljaksej Hryšyn | Bielorussia | 251,19 |

## Gare femminili

### Gobbe
| Posizione | Atleta         | Nazione     | Punti |
| --------- | -------------- | ----------- | ----- |
| 1         | Kari Traa      | Norvegia    | 25,94 |
| 2         | Shannon Bahrke | Stati Uniti | 25,06 |
| 3         | Tae Satoya     | Giappone    | 24,85 |

### Salti
| Posizione | Atleta           | Nazione   | Punti  |
| --------- | ---------------- | --------- | ------ |
| 1         | Alisa Camplin    | Australia | 193,47 |
| 2         | Veronica Brenner | Canada    | 190,02 |
| 3         | Deidra Dionne    | Canada    | 189,26 |

## Medagliere per nazioni
| Pos.   | Paese       | Oro | Argento | Bronzo | Totale |
| ------ | ----------- | --- | ------- | ------ | ------ |
| 1      | Finlandia   | 1   | 0       | 0      | 1      |
| 1      | Norvegia    | 1   | 0       | 0      | 1      |
| 1      | Australia   | 1   | 0       | 0      | 1      |
| 1      | Rep. Ceca   | 1   | 0       | 0      | 1      |
| 5      | Stati Uniti | 0   | 3       | 0      | 3      |
| 6      | Canada      | 0   | 1       | 1      | 2      |
| 7      | Bielorussia | 0   | 0       | 1      | 1      |
| 7      | Giappone    | 0   | 0       | 1      | 1      |
| 7      | Francia     | 0   | 0       | 1      | 1      |
| Totale | Totale      | 4   | 4       | 4      | 12     |